# Office of Film and Literature Classification (Nova Zelândia)
Office of Film and Literature Classification (OFLC, Māori: Te Tari Whakaropu Tukuata, Tuhituhinga, Escritório de Classificação de Filme e Literatura) é uma agência do governo da Nova Zelândia que é responsável pela classificação de todos os filmes, vídeos, publicações, e alguns jogos eletrônicos na Nova Zelândia. Foi criado pela Films, Videos, and Publications Classification Act 1993 (lei FVPC, Classificação de Filmes, Vídeos e Publicações lei 1993) e é uma Crown Entity (Entidade da Coroa) independente nos termos da Crown Entities Act 2004 (lei 2004 de Entidades da Coroa). O cabeça do OFLC é chamado Censor Principal, mantendo um título que descrevia o governo oficial encarregado da censura na Nova Zelândia desde 1916.
A lei FVPC dá a jurisdição OFLC para classificar "publicações" que incluem filmes, vídeos, DVDs, jogos eletrônicos com conteúdo restringido, livros, revistas, quadrinhos, mangas, músicas, imagem, jornais, fotografias, slides fotográficos, "qualquer impressão ou escrita", qualquer "papel ou outra coisa" que tem imagens ou palavras nele (inclusive vestuário, jogo de cartas, cartões de visita, arte, frentes de loja e outdoors), imagem digital eletrônica, texto, som e arquivos de computador. O OFLC também aprova cartazes de filmes e outdoors. Somente os jogos eletrônicos com o conteúdo restringido, e todos os filmes, vídeos, e DVDs, devem transportar uma etiqueta antes de serem oferecidos para provisão ou exposto ao público.
Qualquer pessoa pode submeter alguma das "publicações" listadas acima para classificação pelo OFLC, com a permissão do Censor Chefe. O Secretário de Assuntos Internos, o Controlador de Customs, Comissário de Polícia e Filme e Corpo de Etiquetagem de Vídeo pode submeter publicações da classificação sem a permissão do Censor Principal. Os Tribunais não têm nenhuma jurisdição para classificar publicações. Se a classificação de uma publicação ficar uma questão em algum processo civil ou criminal, o Tribunal deve submeter a publicação à OFLC. Qualquer pessoa que é descontentada com uma decisão da OFLC pode ter a publicação relevante, mas não a decisão OFLC, revista pelo Film and Literature Board of Review (Conselho de Resenha de Filme e Literatura).

## Selos
A lei FVPC dá ao OFLC o poder para classificar publicações em três categorias: irrestrito, restrito, e "sujeito a objeções" ou banido. Os filmes irrestritos são destinados uma etiqueta de avaliação verde ou amarela. Os filmes restritos são destinados uma etiqueta de classificação vermelha.
A Nova Zelândia usou um sistema de etiquetagem codificado por cor desde 1987. As cores são destinadas a transmitir as mensagens transmitidas por um semáforo: uma etiqueta verde significa que nada no filme, vídeo ou DVD deve inibir ninguém que o assista; uma etiqueta amarela significa proceder com prudência porque o filme, o vídeo ou DVD pode haver material que espectadores mais jovens não podem ver; e uma etiqueta vermelha significa pare e se assegure que ninguém fora da restrição assista o filme, o vídeo, DVD ou o jogo eletrônico. O sistema de classificação da Nova Zelândia atualmente usa as etiquetas seguintes:
| Selo | Nome              | Definição |
| ---- | ----------------- | --- |
| G    | General           | Adequado para públicos gerais (concedido pelo Film and Video Labelling Body e o Office of Film and Literature Classification)                                                  |
| PG   | Parental Guidance | Orientação dos pais recomendada para espectadores mais jovens (concedido pelo Film and Video Labelling Body e o Office of Film and Literature Classification)                  |
| M    | Mature            | Adequado (mas não restrito) para um público maturo, a partir dos 16 anos (concedido pelo Film and Video Labelling Body and the Office of Film and Literature Classification)   |
| RP13 | RP13              | Restrito a pessoas com 13 anos de idade ou mais, a menos que acompanhadas por um dos pais ou responsável (concedido pelo Office of Film and Literature Classification somente) |
| R13  | R13               | Restrito para pessoas com 13 anos de idade e por cima (concedido pelo Office of Film and Literature Classification somente))                                                   |
| R15  | R15               | Restrito para pessoas com 15 anos de idade e por cima (concedido pelo Office of Film and Literature Classification somente)                                                    |
| RP16 | RP16              | Restrito a pessoas com 16 anos de idade ou mais, a menos que acompanhadas por um dos pais ou responsável (concedido pelo Office of Film and Literature Classification somente) |
| R16  | R16               | Restrito para pessoas com 16 anos de idade e por cima (concedido pelo Office of Film and Literature Classification somente)                                                    |
| RP18 | RP18              | Restrito a pessoas com 18 anos de idade ou mais, a menos que acompanhadas por um dos pais ou responsável (concedido pelo Office of Film and Literature Classification somente) |
| R18  | R18               | Restrito para pessoas com 18 anos de idade e por cima (concedido pelo Office of Film and Literature Classification somente)                                                    |
| R    | Restricted        | Restrito a uma determinada classe de pessoas, ou para determinados objetivos, ou ambos, especificados pelo Office of Film and Literature Classification.                       |

1:Os selos originais possuem um holograma no meio no sentido vertical, indicando a originalidade do selo.
2:As etiquetas vermelhas ficaram disponíveis para publicações que não são filmes, como revistas desde 2005.

## Lei de classificação
O OFLC classifica o material baseado em se provavelmente será "perigoso" ou "injurioso para o bem do público". Especificamente (da lei FVPC): "uma publicação é sujeita a objeções se ela descrever, representar, exprimir, ou de outra maneira tratar com matérias como sexo, horror, crime, crueldade, ou violência em tal maneira que a disponibilidade da publicação provavelmente será injuriosa para o bem do público." Em 2000, a Court of Appeal (Corte de Apelação) da Nova Zelândia decidiu em Living Word Distributors Limited v Human Rights Action Group (Wellington) [2000] NZCA 179 (um caso que implica dois vídeos produzidos pela Jeremiah Films) que a colocação das palavras "sexo, horror, crime, crueldade ou violência" tende a apontar para a atividade e não para a expressão de opinião ou atitude. Nesta interpretação, o OFLC teve a jurisdição para restringir ou interdizer a descrição de publicações ou a representação de atividades sexuais, mas não os que descrevem só uma atitude ou opinião sobre o sexo. A mesma interpretação necessitou que publicações descrevessem ou representassem atividades de horror, atividades criminais, atividades cruéis e atividades violentas, e não somente uma opinião ou atitude sobre aquelas coisas, para o OFLC para ser capaz de classificá-las.
O Tribunal da Apelação explicitamente governou que a frase "problemas como sexo" é fortemente indicativo de atividades sexuais e não inclui a orientação sexual. Isto fê-la mais difícil para a OFLC restringir ou interdizer, por exemplo, publicações que simplesmente exploraram a nudez de crianças ou isto as classes retratadas das pessoas como inerentemente inferior mas isto não mostrou nenhum dos tipos especificados da atividade, apesar do fato que a lei FVPC dirige os censores para dar "determinado peso" a essas coisas decidindo se restringir ou banir uma publicação. Também o fez difícil para o OFLC restringir publicações que simplesmente contêm linguagem ofensiva ou banir vídeos de pessoas tomadas sem o seu conhecimento ou consentimento, como vídeos de "upskirt", com motivo de invasão de privacidade, novamente porque nenhum tipo da publicação mostra algum dos tipos especificados da atividade. Em 2005, o Parlamento alterou a lei FVPC, e começou a emenda da lei de Crimes, restaurar a jurisdição do OFLC por cima de todas dessas matérias exceto publicações que simplesmente retratam classes de pessoas como inerentemente inferior.
Segundo a lei FVPC, o material que promove, apóia, ou tende a promover ou apoiar o seguinte é, pela sua natureza, considerada sujeito a objeções (banido):
- Exploração sexual infantil
- Violência sexual ou coerção
- Tortura ou violência extrema
- Bestialidade
- Necrofilia
- Urofilia
- Coprofilia

## Lista de chefes censores
- William Jolliffe 1916-1927
- W A Tanner 1927-1937
- W A von Keisenberg 1938-1949
- Gordon Mirams 1949-1959
- Douglas McIntosh 1960-1976
- Bernard Tunnicliffe 1977-1983
- Arthur Everard 1984-1990
- Jane Wrightson 1991-1993
- Kathryn Paterson 1994-1998
- Bill Hastings 1999-????

## Pesquisa
O OFLC regularmente conduz uma pesquisa em várias questões acerca da regulação de meios de comunicação. Desde 2000, ele publicou uma pesquisa em Visões Públicas e Profissionais Acerca da Classificação e Avaliação de Filmes e Vídeos (2000); Consulta Pública em Vídeos Sexualmente Explícito (2001 e 2002); um Guia à Pesquisa nos Efeitos de Filmes Sexualmente Explícitos e Vídeos (2003); os Hábitos de Observação de Usuários de Filmes Sexualmente Explícitos em Wellington e na Baía de Hawke (2004 e 2005); Ato de Jogar de Menor Idade (2005); o Uso de Pessoa Jovem nos Meios de Comunicação de Entretenimento (2006); e Percepção Pública de Língua Altamente Ofensiva (2007).
O OFLC também regularmente convoca painéis que são demograficamente representativos da Nova Zelândia em conjunto para dar assistência com a classificação de determinadas publicações. Ele convocou painéis públicos para assisti-la com a classificação de filmes como Baise-moi, Salò, Monster's Ball, Irréversible, Silent Hill, Du er ikke alene, Lolita, 8 MM e Hannibal. Mais freqüentemente, a OFLC consulta peritos para dar assistência com a classificação de várias publicações. Por exemplo, os peritos religiosos foram consultados para assistir com a classificação de Paixão de Cristo, os peritos na segurança de tráfego foram consultados em Mischief Destroy, o comissário de crianças em Ken Park e The Aristocrats, médicos homeopáticos em livros sobre fabricação de drogas escritos por Steve Preisler, várias organizações de direitos humanas e o Vigário de Gisborne em uma publicação intitulada Contra o Homossexualismo, e centros de crises de estupro e psicólogos em Irréversible e em uma edição da revista estudantil Critic da Universidade de Otago.
Cada ano, o OFLC consulta estudantes de estudos dos meios de comunicação no seu programa de escola secundária chamada Censor for a Day (censura por um dia) durante o qual um filme não lançado é mostrado a colegiais da escola que então são chamados para classificá-lo aplicando os critérios nos Filmes, Vídeos, e a lei 1993 de Classificação de Publicações. A classificação dos estudantes é comparada com, e normalmente idêntica, a classificação real do filme. Os filmes usados para a Censura por um Dia incluíram Quem Vai Ficar com Mary?, American Pie, Road Trip, Premonição 3, V de Vingança, Aos treze , Crazy/Beautiful, Garage Days, The Notorious Bettie Page, Desejo e Reparação e Charlie Bartlett.

## Crítica
A Society for the Promotion of Community Standards (SPCS, Sociedade de Promoção de Padrões de Comunidade) criticava repetidamente a OFLC por não interdizer filmes como Baise-moi, Irréversible, Visitor Q de Takashi Miike e Lies que ela classifica como altamente pornográfico e violento. Ela também alega que a agência tem uma política de proibição ou restrição de filmes que atacam o estilo de vida homossexual. De fato, o OFLC não pode, por lei, banir expressões de opinião. A Sociedade também criticou o OFLC por dar uma classificação R16 ao filme de Mel Gibson, Paixão de Cristo. Este foi abaixado a R15 pelo Film and Literature Board of Review (Conselho de Filme Literatura de Resenha) em uma apelação trazida pela distribuidora do filme, Hoyts.A Sociedade é oposta à "promiscuidade sexual" e muitas vezes a sua crítica ao OFLC refere-se ao fato do Censor Chefe, Bill Hastings, ser gay. A Sociedade alegou que sr. Hastings é participante em uma 'agenda gay' apontado para a promoção do homossexualismo e promiscuidade com a meta de promover a homossexualidade e promiscuidade através de classificações liberais aos filmes que é acreditam-se que devam ser banidos.
A SPCS visou recentemente filmes planejados para exposição em Beck no Incrível Festival e no Festival de Filmes Internacionais da Nova Zelândia.  As críticas da SPCS falham ao perceber que as leis de censura da Nova Zelândia necessitaram que censores considerem o mérito artístico e literário desde o debate por cima da primeira adaptação cinemática de Stanley Kubrick de Lolita de Vladimir Nabokov em 1960.
Tendo esgotado ao que parece seu comentários apelativos sobre decisões de censura, em 2006 a SPCS começou a criticar a gerência financeira da OFLC. Ela queixou-se ao Auditor Geral que o OFLC era ineficiente e mal administrava os fundos de contribuinte. O Auditor Geral se desfez da reclamação da SPC, afirmando que "nenhuma evidência de perda foi encontrada durante o curso da auditoria" do OFLC.
Em Junho de 2007, o diretor da Exit International doutor Philip Nitschke descreveu a decisão pelo Escritório de Classificação ter banido The Peaceful Pill Handbook como "muito decepcionante" reconhecendo "que o Censor estava sob pressão intensa da política por cima desta decisão". O livro foi banido porque ele promove e estimula a atividade criminal oferecendo instrução em como contrabandear e manufaturar drogas controladas na violação de um número de estatutos, não porque ele defende a reforma da lei para permitir doente sério e o acesso do idoso ao pentobarbital.